# Oakland Coliseum
Ne doit pas être confondu avec Oracle Arena.
L'Oakland Coliseum est un stade omnisports à Oakland en Californie. Il est principalement utilisé pour les rencontres de baseball, de football américain et parfois de football (soccer).
De 1966 à 1981, ce fut le terrain de jeu des Raiders d'Oakland de la National Football League. Ces derniers s'installent à Los Angeles de 1981 à 1995 sous le nom de Raiders de Los Angeles, avant de revenir jouer à Oakland dans le Coliseum. Depuis 1968, c'est le domicile des Athletics d'Oakland de la Ligue majeure de baseball. Les Earthquakes de San José de la Major League Soccer y jouent en 2008 et 2009 : en attendant la construction d'un nouveau stade, le club y joua ses matchs importants et fut locataire du Buck Shaw Stadium de Santa Clara pour les autres rencontres.
Les autres locataires du Coliseum furent les Invaders d'Oakland de la United States Football League entre 1983 et 1985, les Clippers d'Oakland de la National Professional Soccer League entre 1967 et 1968 puis les Stompers d'Oakland de la North American Soccer League (NASL) en 1978.
Le Oakland–Alameda County Coliseum a une capacité de 63 122 places pour le football américain et 35 067 pour le baseball avec 143 suites de luxe et 9 000 sièges de club.
Le stade a porté plusieurs noms. Il a été appelé Network Associates Coliseum, McAfee Coliseum, Overstock.com Coliseum, O.co Coliseum, RingCentral Coliseum et parfois surnommé The Oakland Coliseum ou The Coliseum et autrefois The Net.

## Histoire
Les entreprises et les dirigeants politiques d'Oakland ont longtemps été en concurrence avec la célèbre commune voisine, San Francisco, ainsi que d'autres villes de l'Ouest. En conséquence, le désir de bâtir une enceinte sportive de calibre majeure dans la ville s'est intensifié au cours des années 1950 et 1960.
Dans le milieu des années 1940, les meneurs locaux ont pour la première fois proposé d'édifier un nouveau stade dans la région dans l'optique d'attirer une équipe professionnelle de baseball ou de football américain. Il fallut attendre les années 1960 pour que l'emplacement du futur complexe soit sélectionné. Les plans architecturaux préliminaires ont été dévoilés en novembre 1960, et le mois suivant, un site a été choisi à l'ouest du quartier de Elmhurst de East Oakland, le long de la nouvelle C.W. Nimitz Freeway (Interstate 880). Après l'approbation du projet par la ville d'Oakland et le Comté d'Alameda en 1962, 25 millions $ de dollars furent débloqués. Les plans ont été dessinés pour un stade, une salle et un centre d'exposition. Le cabinet d'architectes désigné fut le bureau de San Francisco de Skidmore, Owings and Merrill.
Les préparations préliminaires du terrain ont débuté durant l'été 1961. La construction a commencé au printemps 1962. Le calendrier de construction a été retardé de deux ans en raison de divers problèmes juridiques et des dépassements de coûts, la conception originale du Coliseum a dû être légèrement modifié afin de respecter le budget.

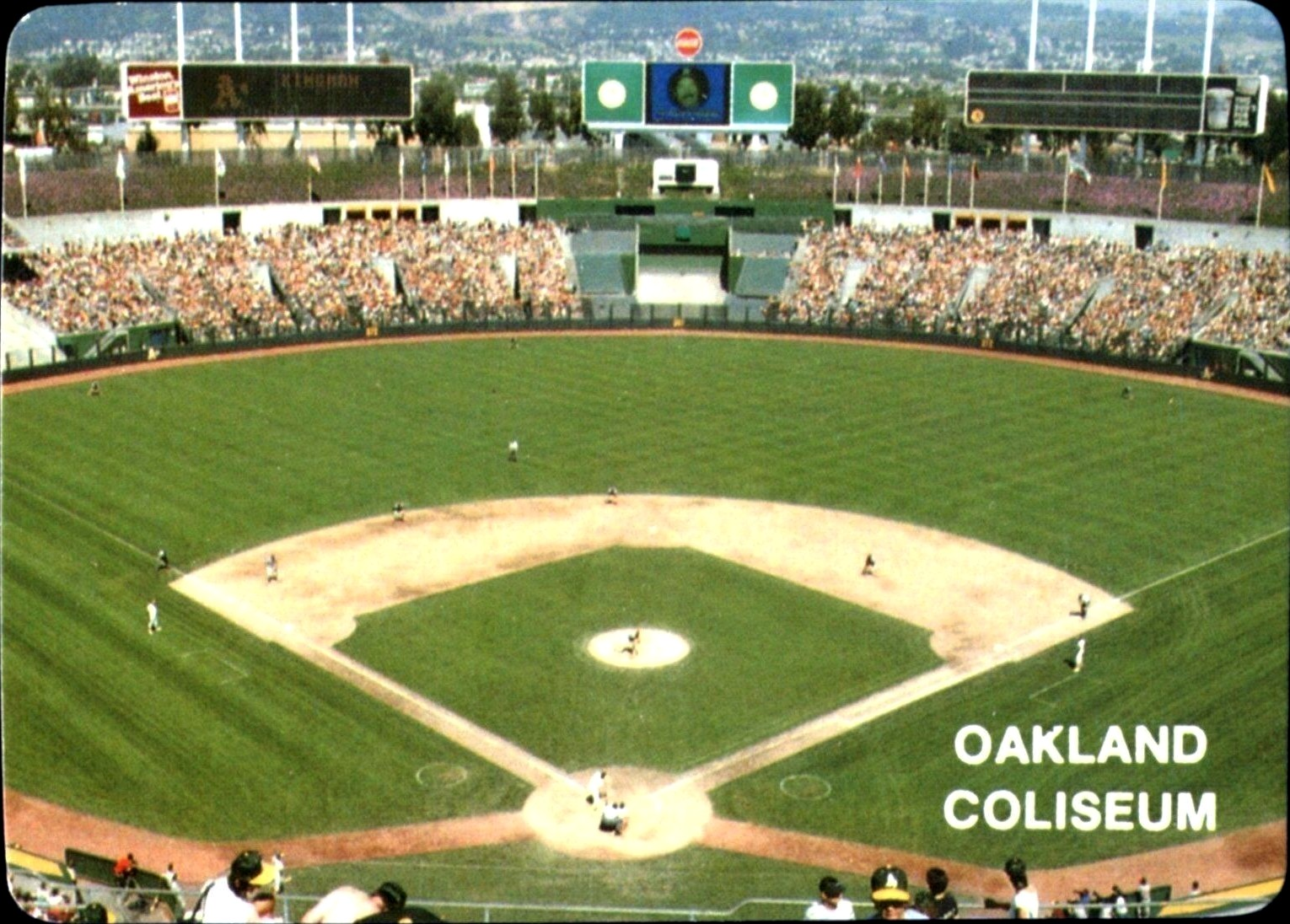
Match de baseball des Athletics au Oakland Coliseum en 1985.

L'enceinte fut baptisée Oakland-Alameda County Coliseum et accomplie en quatre ans. Les Raiders d'Oakland jouèrent pour la première fois dans leur nouvelle maison le 18 septembre 1966. De 1962 à 1965, les Raiders avaient pour domicile temporaire, le Frank Youell Field (~22 000 places). Le 18 octobre 1967, le propriétaire des Athletics de Kansas City de la Ligue majeure de baseball, Charlie Finley, obtient l'autorisation de transférer la franchise à Oakland en Californie. À leur tour, les Athletics d'Oakland inaugurèrent leur nouveau domicile le 17 avril 1968. Dans sa conception originale, le stade avait 45 000 sièges et le coût de construction du complexe sportif s'élevait à 25,5 millions de dollars.
Après la saison 1981, les Raiders d'Oakland sont transférés à Los Angeles et jouent dans le Los Angeles Memorial Coliseum. À la suite d'une décennie sans les Raiders, la ville d'Oakland a tenté de faire revenir l'équipe. En 1995, l'équipe décide de faire son retour à « Oaktown » à condition que le stade soit rénové. En octobre de cette même année, 120 millions de dollars de rénovations permis d'ajouter plus de 22 000 sièges, 90 suites de luxe, deux tableaux d'affichage moderne et d'autres améliorations. En 1998, l'Oakland-Alameda County Coliseum a été renommé Network Associates Coliseum car la société Network Associates avait acheté les droits de naming pour 5,8 millions de dollars sur cinq ans. En 2003, Network Associates renouvelle son contrat de cinq années supplémentaires pour 6 millions de dollars. Après la saison 2004, Network Associates est racheté par McAfee, par conséquent le stade est appelé McAfee Coliseum.
Le troisième match de la Série mondiale 1989 entre les Athletics d'Oakland et les Giants de San Francisco devait avoir lieu le 17 octobre 1989 à San Francisco. Pendant les préparatifs d'avant-match, un séisme d'une magnitude de 6,9 secoua la région à 17 h 4, heure locale. Le séisme fit 63 morts et 3 757 blessés. Baptisée "Battle of the Bay" (« la bataille de la baie ») ou « Bay Bride Series » (« la série du Bay Bridge ») puisque les villes voisines d'Oakland et San Francisco ne sont séparées que par un pont, cette Série mondiale historique fut interrompue pendant 10 jours, une première, à la suite du tremblement de terre de Loma Prieta le 17 octobre 1989. Le séisme, d'une magnitude de 6,9 sur l'échelle de Richter, s'est produit à 17h04 heure locale, soit durant l'avant-match de la troisième partie, à San Francisco.
Le 21 décembre 2005, la capacité en configuration baseball fut réduite à 34 077 places alors qu'elle était de 48 219 depuis 1996. Depuis 2008, elle est de 35 067 places.
Le 19 septembre 2008, après un refus du renouvellement du contrat de naming, le stade est renommé Oakland-Alameda County Coliseum. Le stade a conservé son nom d'origine jusqu'au 27 avril 2011 quand il a été rebaptisé Overstock.com Coliseum via un contrat de 1,2 million de dollars par an sur 6 années avec O.co. Le 6 juin 2011, le Coliseum est renommé O.co Coliseum.

### Avenir
En novembre 2006, les Athletics d'Oakland ont annoncé qu'ils déménageraient dans une autre enceinte, où ils seront locataires au Cisco Field d'ici 2015, mais ce projet de stade de base-ball est finalement abandonné.
En janvier 2017, les Raiders d'Oakland ont adressé la demande de relocalisation vers Las Vegas. Celle-ci a été acceptée le 27 mars 2017. Les Raiders vont continuer de jouer à Oakland jusqu'en 2018 en attendant la construction du nouveau stade de Las Vegas.
Il est rebaptisé RingCentral Coliseum en 2019, mais les droits de nommage du stade sont révoqués en janvier 2020, alors que le dirigeant de RingCentral (en), une compagnie de télécommunications, est accusé d'avoir contrevenu aux lois sur le conflit d'intérêts. Le stade reprend alors son ancien nom d'Oakland Coliseum.

## Événements
- Série mondiale, 1972, 1973, 1974, 1988, 1989 et 1990
- Match des étoiles de la Ligue majeure de baseball 1987, 14 juillet 1987
- Concerts de Madonna (Blond Ambition Tour), les 18, 19 et 20 mai 1990
- Gold Cup 2009

## Galerie

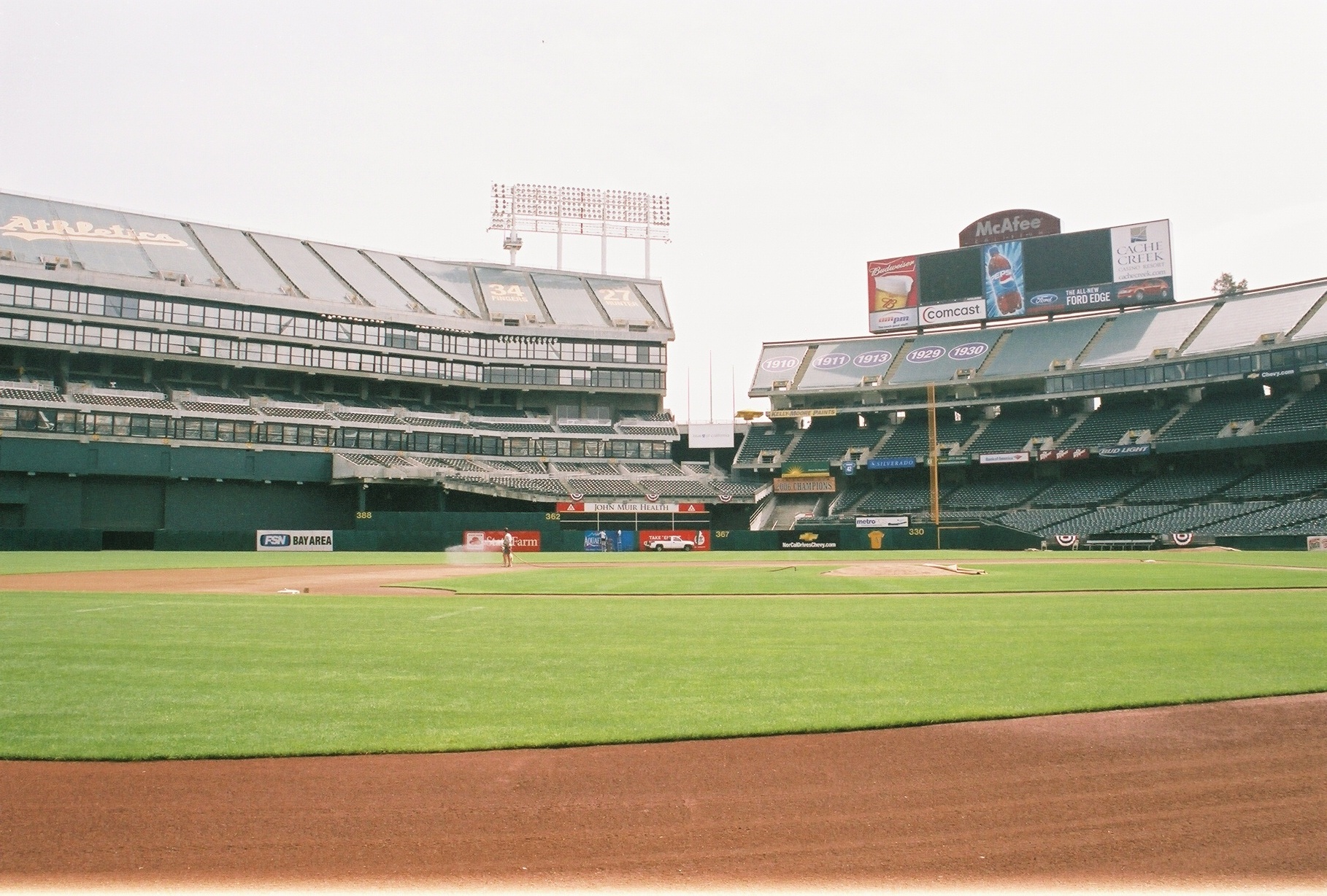
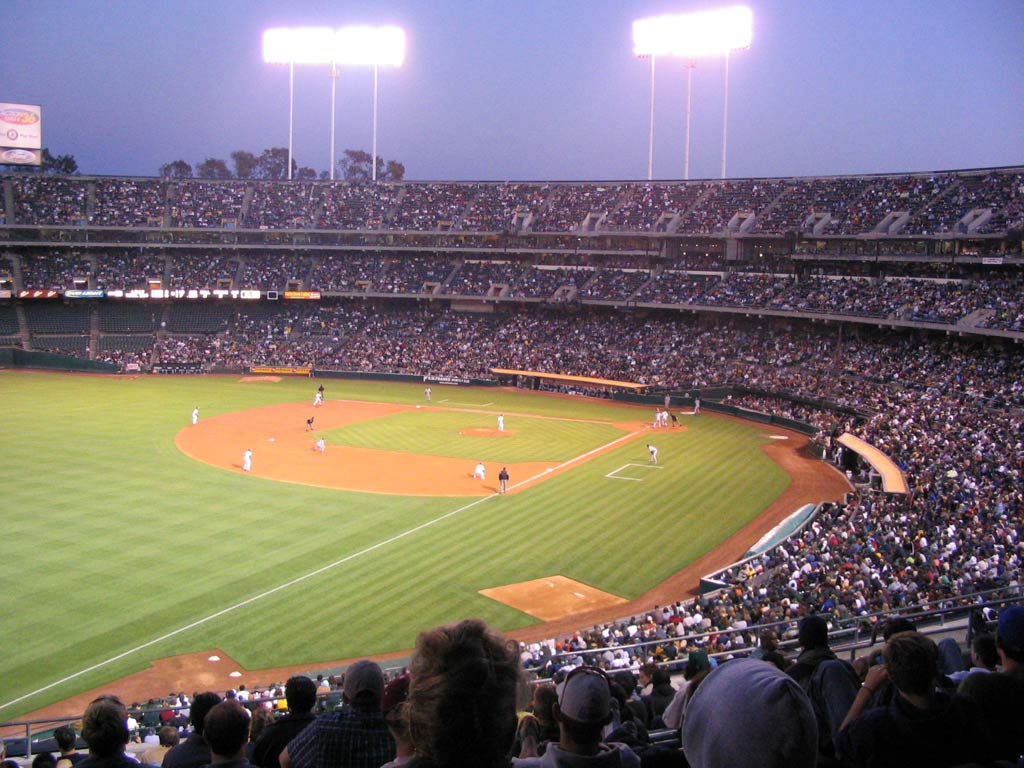
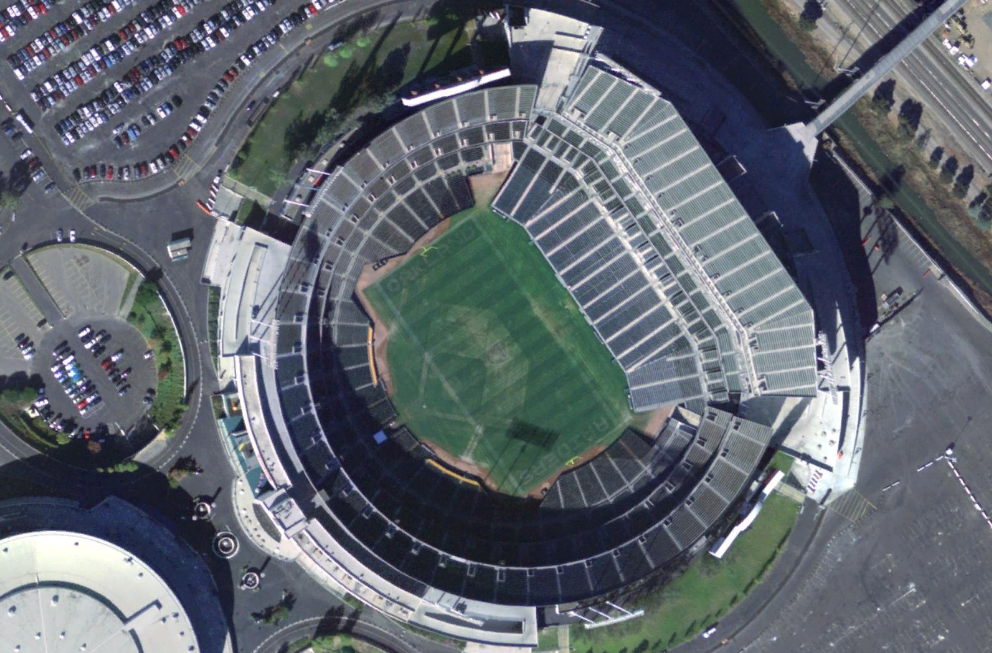
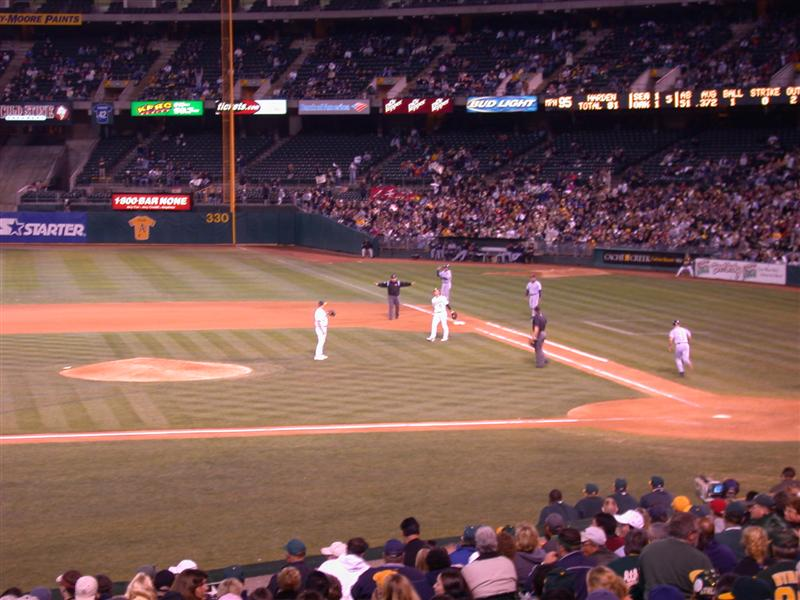
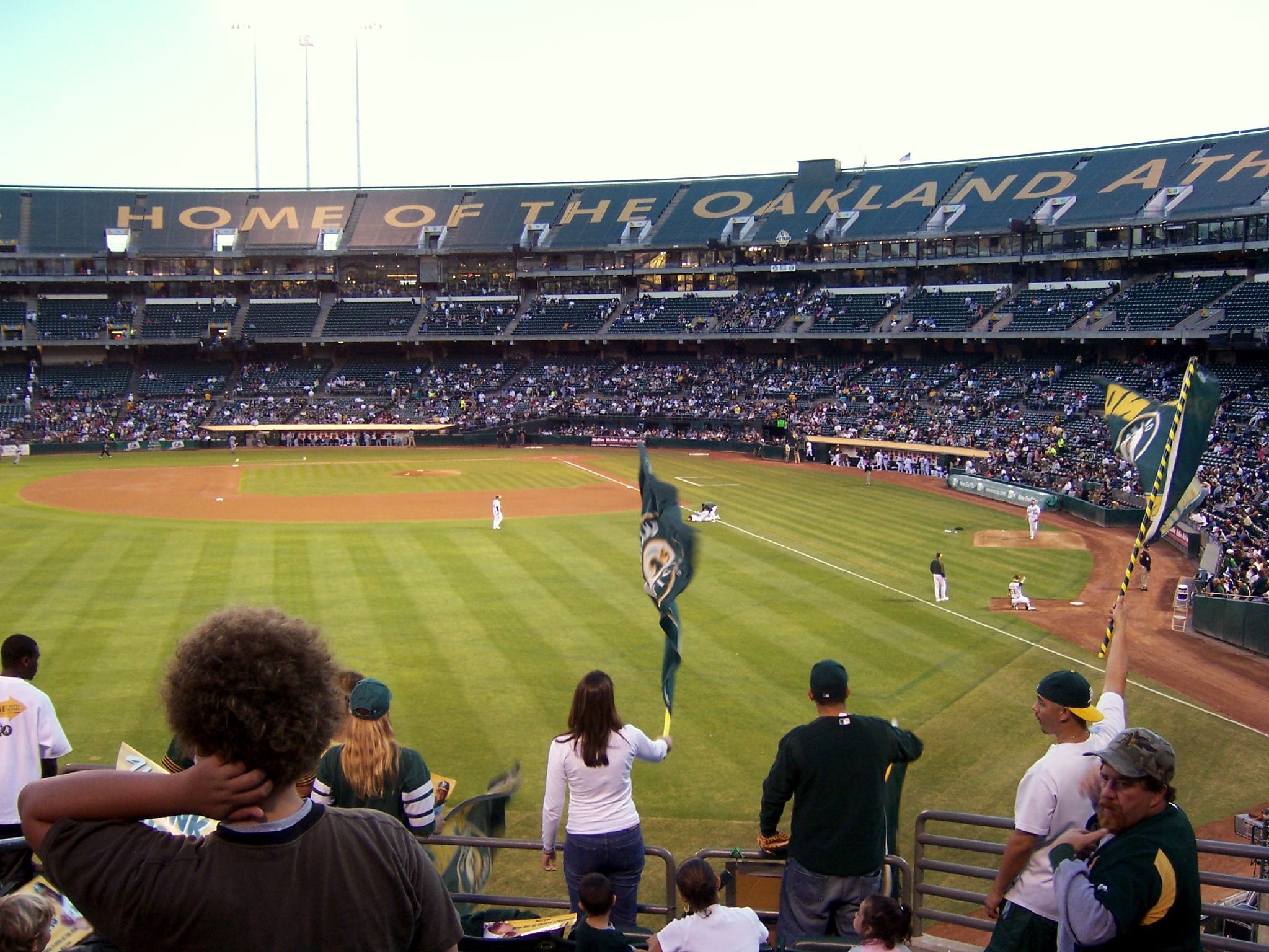
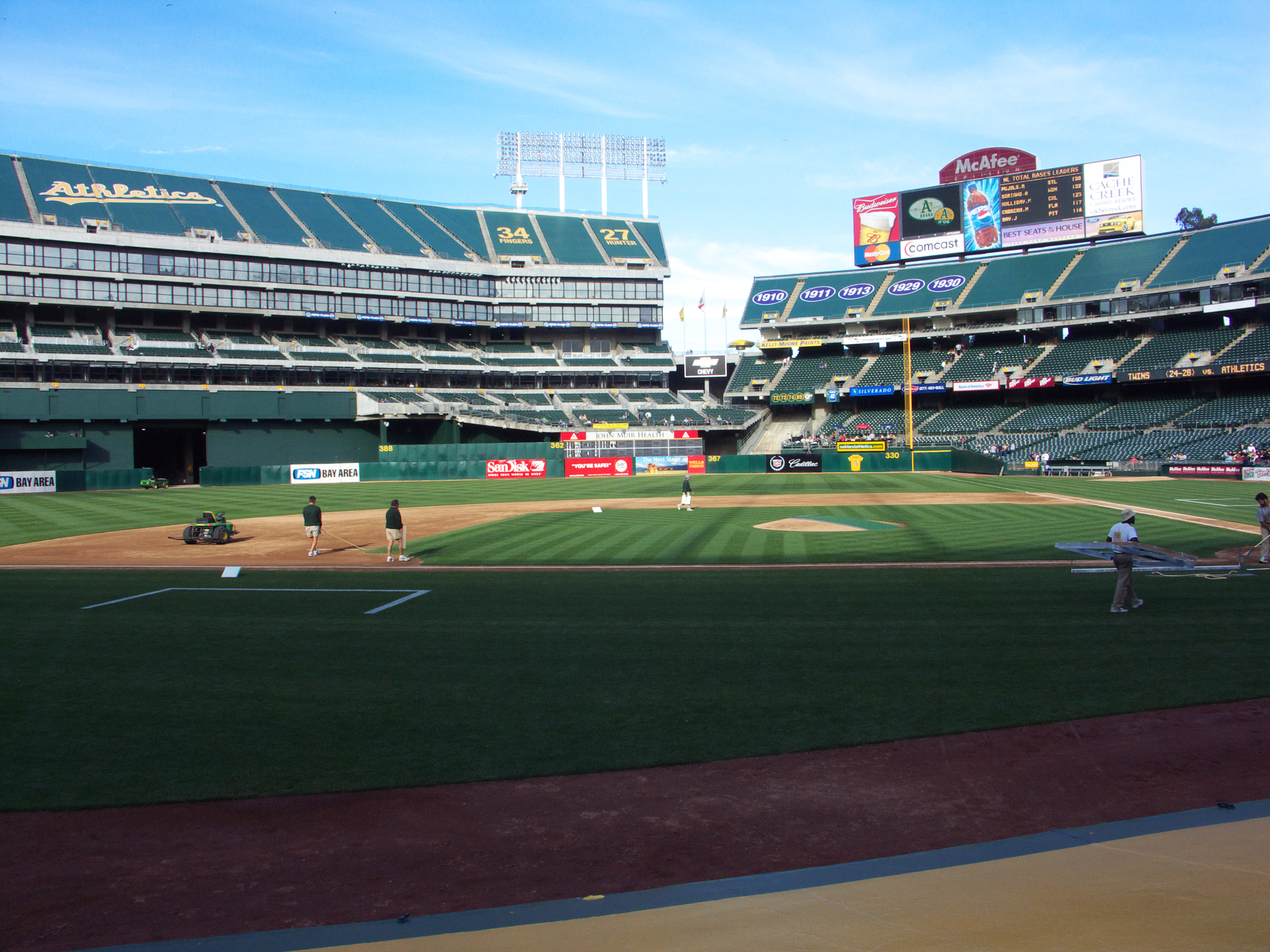
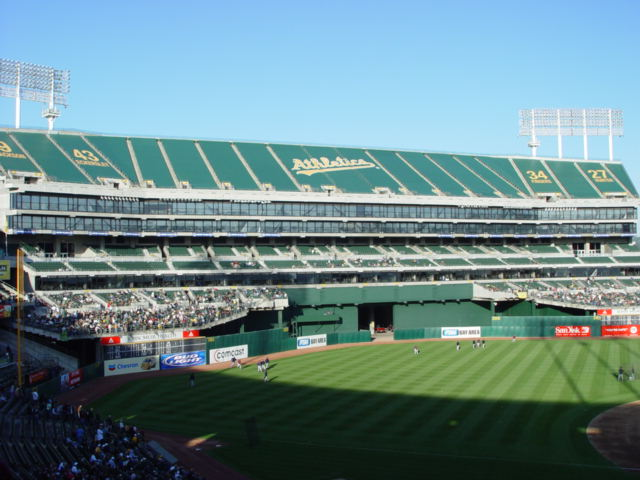
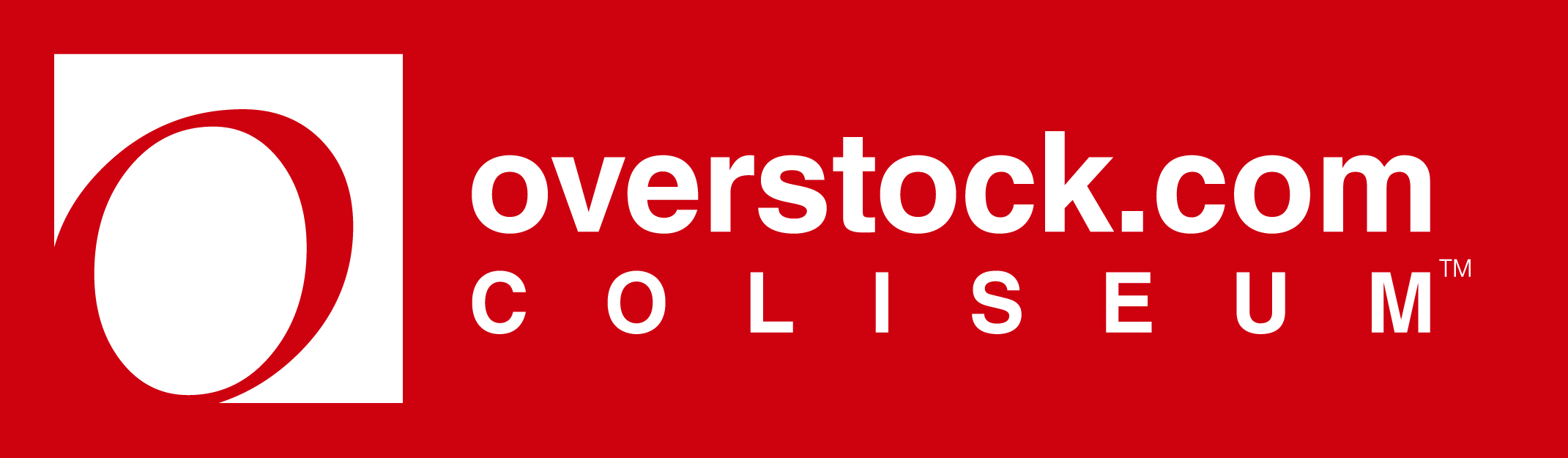
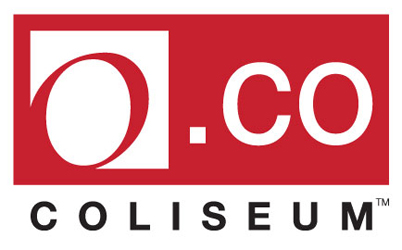

## Dimensions
- Left Field - 330 pieds (101 mètres)
- Left Center - 362 ' (110 m)
- Center Field - 400 ' (122 m)
- Right Center - 362 ' (110 m)
- Right Field - 330 ' (101 m)